# Kukri
El kukri (en nepalès: खुकुरी khukuri, en hindi: kukrī) és un tipus de ganivet que prové del kopis grec, que fou portat a l'Orient per Alexandre Magne i adoptat pels grups ètnics del Nepal. Les formes kukri, khukri i kukkri són d'origen indi mentre que la forma nepalesa original és khukuri.
Aquest tipus de ganivet és l'arma amb major anomenada del Nepal. Per exemple, la canalla de prop de cinc anys ja posseeix el seu propi ganivet kukri i és hàbil en el seu maneig.
Més endavant, atesa la vida adulta, en el moment en què un gurkha entra dins l'exèrcit es considera que el ganivet es converteix en una extensió més del seu cos.
També és usat per una infinitat de feines: tallar fusta, caçar, en lluites, per estesar... A més, cada part del ganivet es caracteritza per tenir el seu propi significat cultural i religiós.
El ganivet kukri més antic que es coneix es troba al museu de Katmandú i va pertànyer al rajà Drabya Shah, rei de Gorkha en el 1627.